# Gmina Kolašin
Gmina Kolašin (czar., sr. Општина Колашин / Opština Kolašin) – jedna z 21 gmin Czarnogóry, której stolicą jest miasto Kolašin. Znajduje się w centralnej części kraju, w jego górskiej części.
Gminę zamieszkuje 8,380 ludzi, co stanowi 1,35% ludności państwa.
Przez gminę przebiega Linia kolejowa Belgrad – Bar.

## Miejscowości
W gminie znajduje się 78 miejscowości: miasto Kolašin i 77 wiosek. 

## Turystyka
- Na północno-wschodniej części gminy znajduje się Park Narodowy Biogradska Gora
- Monaster Morača - położony w dolinie rzeki Moračy.

## Struktura demograficzna
Na podstawie spisu powszechnego z 2011 roku:

### Ludność w gminie według płci
| Kobiety | Mężczyźni |
| ------- | --------- |
| 4.151   | 4.229     |
| 49,53%  | 50,47%    |

### Struktura ludności między miastem a wsią
| Miasto | Wsie   |
| ------ | ------ |
| 2.725  | 5.655  |
| 32,52% | 67,48% |

### Grupy etniczne w gminie
| Ludność według kryterium etnicznego (>1%) | Ludność według kryterium etnicznego (>1%) | Ludność według kryterium etnicznego (>1%) | Ludność według kryterium etnicznego (>1%) | Ludność według kryterium etnicznego (>1%) |
| ----------------------------------------- | ----------------------------------------- | ----------------------------------------- | ----------------------------------------- | ----------------------------------------- |
| Narodowość                                |                                           | procent (%)                               |                                           |                                           |
| Czarnogórcy                               |                                           | 57,42                                     |                                           |                                           |
| Serbowie                                  |                                           | 35,75                                     |                                           |                                           |
| reszta                                    |                                           | 2,97                                      |                                           |                                           |
| niezadeklarowani                          |                                           | 3,85                                      |                                           |                                           |
|                                           |                                           |                                           |                                           |                                           |

- Czarnogórcy: 4 812 osoby (57,42%)
- Serbowie: 2 996 osób (35,75%)
- Pozostali: 249 osób (2,97%)
- Nieokreśleni: 323 osób (3,85%)

### Grupy językowe w gminie
| Ludność według kryterium językowego (>1%) | Ludność według kryterium językowego (>1%) | Ludność według kryterium językowego (>1%) | Ludność według kryterium językowego (>1%) | Ludność według kryterium językowego (>1%) |
| ----------------------------------------- | ----------------------------------------- | ----------------------------------------- | ----------------------------------------- | ----------------------------------------- |
| Język                                     |                                           | procent (%)                               |                                           |                                           |
| serbski                                   |                                           | 58,25                                     |                                           |                                           |
| czarnogórski                              |                                           | 36,42                                     |                                           |                                           |
| reszta                                    |                                           | 2,88                                      |                                           |                                           |
| niezadeklarowani                          |                                           | 2,46                                      |                                           |                                           |
|                                           |                                           |                                           |                                           |                                           |

- Język serbski: 4 881 osób (58,25%)
- Język czarnogórski: 3 052 osób (36,42%)
- Pozostałe języki: 241 osób (2,88%)
- Nie określono: 206 osób (2,46%)

### Grupy wyznaniowe w gminie
| Ludność według kryterium religijnego (>1%) | Ludność według kryterium religijnego (>1%) | Ludność według kryterium religijnego (>1%) | Ludność według kryterium religijnego (>1%) | Ludność według kryterium religijnego (>1%) |
| ------------------------------------------ | ------------------------------------------ | ------------------------------------------ | ------------------------------------------ | ------------------------------------------ |
| Religia                                    |                                            | procent (%)                                |                                            |                                            |
| Prawosławni                                |                                            | 93,02                                      |                                            |                                            |
| Ateiści i agnostycy                        |                                            | 0,95                                       |                                            |                                            |
| reszta                                     |                                            | 4,26                                       |                                            |                                            |
| niezadeklarowani                           |                                            | 1,77                                       |                                            |                                            |
|                                            |                                            |                                            |                                            |                                            |

- Prawosławni: 7 795 osób (93,02%)
- Ateiści i agnostycy: 80 osób (0,95%)
- Pozostali: 357 osób (4,26%)
- Nieokreśleni: 148 osób (1,77%)